# Made of Steel – Hart wie Stahl
Made of Steel – Hart wie Stahl ist ein US-amerikanischer Spielfilm aus dem Jahr 1992 unter der Regie von Larry Ferguson.

## Handlung
Porträtiert werden darin die Unternehmungen des verdeckt arbeitenden Polizisten Daniel Saxon. Seine Rolle ist die Verkörperung eines Polizisten der Highway Patrol, der nach einem tätlichen Angriff auf einen Kollegen aus dem Polizeidienst entlassen wird. Er wird von einem Mitarbeiter der Staatsanwaltschaft angeworben, um bei einer Undercover-Aktion gegen die illegalen Machenschaften wie Drogen- und Waffenhandel einiger Rockergangs als verdeckter Ermittler eingeschleust zu werden.
Diese Aktion wird zwar ein voller Erfolg, allerdings verschwimmen bei Saxon langsam die Grenzen zwischen der Realität seines Auftrags und dem exzessiven Leben in einer Bikergang. Im Film wird der Konflikt zwischen seiner Gesetzestreue und der aufkeimenden Freundschaft zum kriminellen Anführer der Gang, Blood, verdeutlicht. Daniel muss zuerst sich selbst finden, ehe er sich in der Lage sieht, Blood seine wahre Identität zu offenbaren.

## Hintergründe
Der Film beruht auf der wahren Geschichte des Undercover-Agenten Dan Black, der sich 1975 in eine Motorradgang einschleuste und sein Leben aufs Spiel setzte. Er trug zur Verhaftung von rund 200 Mitgliedern der Gang bei, von denen alle bis auf einen verurteilt wurden.
Bei den Dreharbeiten zu Made of Steel spielte er als Komparse mit.
Für den Film gibt es zwei verschiedene Schnittfassungen. Die Kinovariante ist etwas kürzer als die Fernsehfassung mit 108 Minuten.
Im Dezember 2014 wurde der Film von der FSK neugeprüft und daraufhin von der Altersfreigabe ab 18 Jahren auf die ab 16 Jahren gesenkt.

## Kritiken
- „Nach einer wahren Geschichte modellierte sich das Drehbuch-As Larry Ferguson (Jagd auf Roter Oktober) sein Regie-Debüt zusammen. Heraus kam ein Biker-Movie, das da mit dramaturgischer Stärke überzeugt, wo der ähnlich geartete Stone Cold zum überdrehten Gewaltcomic umschwenkte.“ (Blickpunkt: Film)
- „Ein gut konstruierter, harter Actionfilm, der die innere Zerrissenheit eines Menschen reflektiert; ausgezeichnet gespielt und gut fotografiert.“ (Lexikon des internationalen Films)[1]